# Шанхайська фондова біржа
Шанхайська фондова біржа (кит.: 上海证券交易所, Shàng-hǎi  zhèng-quàn  jiāo-yì-suǒ) — найбільший торгівельний майданчик континентального Китаю, одна з лідируючих азійських фондових бірж. Заснована в 1990. Є некомерційною організацією під управлінням Комісії з регулювання цінних паперів Китаю. Входить в Федерацію фондових бірж Азії та Океанії.

## Котирувальні листи
Акції, що торгуються на біржі, поділяються на два типи: А і В. А-акції торгуються за юані. В-акції номіновані в доларах США і були створені в середині 90-х тільки для нерезидентів. Іноземці можуть торгувати акції типу В без обмежень, а акції типу А до жовтня 2014 могли купувати тільки великі іноземні інституціальні інвестори, які отримали ліцензію «кваліфікованого іноземного інституціального інвестора», і тільки в рамках виділених їм квот. З жовтня 2014 уряд КНР дозволив іноземним інвесторам через брокерів в Гонконзі торгувати акціями більш ніж 500 найбільших компаній Шанхайської біржі.

## Фондові індекси
Основний фондовий індекс — SSE Composite — відображає стан всіх компаній на біржі.